# Бортолами, Марко
Марко Бортолами (итал. Marco Bortolami, родился 12 июня 1980 в Падуе) — итальянский регбист, игрок второй линии (лок); главный тренер команды «Бенеттон». Известен по выступлению за сборную Италии (до января 2008 года — капитан команды).

## Карьера

### Клубная
В профессиональный регби Бортолами пришёл в возрасте 18 лет, выступая за команду «Петрарка» из Падуи. С 2004 по 2006 годы выступал в «Нарбонне» из чемпионата Франции, куда попал благодаря играм за сборную. Летом 2006 года попал в английский «Глостер», куда его сватали многочисленные эксперты, где стал капитаном и образовал ударное трио с Алексом Брауном и Питером Бакстоном. Несмотря на травмы, в сезоне 2008/2009 он стал одним из лучших игроков клуба, сыграв 23 встречи.
В 2010 году он вернулся в Италию в команду «Айрони», в составе которой начал выступать в Про12. После снятия клуба по финансовым причинам Марко стал игроком «Цебре» с сезона 2012/2013.

### В сборной
Бортолами был капитаном молодёжной сборной Италии в своё время. В июне 2001 года состоялся его дебют в поединке против Намибии (Бортолами тогда исполнилось 20 лет), а через два года он стал самым молодым капитаном сборной. Дебют его состоялся на чемпионате мира 2003 года, где он получил травму в матче против сборной Тонга и пропустил игру с Уэльсом.
В 2004 году он отметился выступлением на Кубке шести наций и стал капитаном на летнем турне 2005 года по Японии. В Кубке шести наций 2007 года был капитаном команды и впервые помог ей выиграть на выезде: была повержена Шотландия. Играл на чемпионатах мира 2007 и 2011 годов.
В январе 2008 года после обилия травм Бортолами оставил капитанскую повязку Серджо Париссе. В июне 2012 года получил травму в игре против Австралии, однако вернулся в сборную в мае 2013 года.

## Вне регби
Марко является поклонником команды Формулы-1 «Феррари» и мечтает стать по окончании карьеры регбиста механиком в команде.

## Достижения
- Победитель Кубка Италии: 2000/2001
- Лучший регбист Италии: 2006[4]